# Діафрагмові відсаджувальні машини
Діафрагмові відсаджувальні машини відрізняються простотою конструкції, компактністю, забезпеченням жорсткого режиму пульсацій середовища при постійності амплітуди коливань діафрагми.

## Загальний опис
Розрізняють такі різновиди діафрагмових машин (рис.): з вертикальною діафрагмою в перегородці (ОВМ-1) і в зовнішній стінці (МОД-4), з рухомими конічними днищами (МОД-1, МОД-2, МОД-3, МОД-6).
Діафрагмові машини доцільно використовувати на фабриках невеликої виробничої потужності, які не мають повітряного господарства. Ці машини встановлюють у циклі подрібнення з метою вилучення мінералів з високою густиною із продукту розвантаження млинів, що працюють у замкненому циклі з класифікаторами. При збагаченні розсипів на драгах і при відсадженні дрібноподрібнених руд рідкісних і кольорових металів, коли необхідні режими з порівняно малими амплітудами і підвищеним числом пульсацій (від 250 до 800 хв−1), також доцільне застосування діафрагмових машин.
Недоліком діафрагмових відсаджувальних машин є їх порівняно невелика продуктивність, оскільки зі збільшенням площі відсаджувального відділення і підвищенням продуктивності порушується рівномірність пульсацій по всій площі. Крім того, збільшення площі відсаджувального відділення приводить до необхідності збільшення числа діафрагм, а отже до ускладнення конструкції машини.

### Відсаджувальна машина ОВМ-1
Відсаджувальна машина ОВМ-1 (рис. а) з вертикальною діафрагмою між камерами застосовується для збагачення дрібнозернистих руд рідкісних металів крупністю 0,1 — 8 мм в режимах високих частот коливань середовища (до 850 хв-1). Машини ОВМ-1 застосовуються головним чином на драгах для збагачення розсипів.
Машина складається з двох камер, що розділені вертикальною перегородкою. В стінку перегородки вмонтована металева діафрагма 3, що створює зворотно-поступальний рух. Коливання придають діафрагмі від ексцентрикового приводу 4 через порожній шток 6, що використовується одночасно як трубопровід для подачі підрешітної води. Для цього по всій довжині штока просвердлені отвори діаметром 1,5 мм. Решета 2 в машині закріплюються дерев'яними брусами за допомогою клинів. В кінці кожної камери встановлений вертикальний регульований по висоті поріг 7. Важкі продукти розвантажують через штучну постіль і випускають з машини через крани або гідроелеватори. Легкий продукт видаляють через зливний поріг останньої камери.

### Відсаджувальна машина МОД-4
Відсаджувальна машина МОД-4 (рис. б) застосовується головним чином для збагачення залізних, марганцевих руд і руд рідкісних металів крупністю до 30 мм.
Машина складається з чотирьох камер з пірамідальними днищами, які розділені вертикальними перегородками. Діафрагми 3 розташовані в торцевих стінках камер. Один привод 4 обслуговує дві діафрагми. Відсаджувальні решета 2 встановлені під невеликим кутом нахилу в бік розвантаження, крім того, в завантажувальних камерах решета розташовані вище, ніж в розвантажувальних. Таким чином, забезпечується рух матеріалу вздовж машини. Важкі продукти проходять через штучну постіль, потрапляють в пірамідальні камери, звідки періодично або безперервно випускаються з машини за допомогою спеціальних розвантажувальних пристроїв. Легкий продукт видаляється через зливний поріг 7 останніх камер.

### Відсаджувальна машина МОД-2
Відсаджувальна машина МОД-2 (рис. в) застосовується також для збагачення залізних, марганцевих руд і руд рідкісних металів, але меншої крупності (до 15 мм).
Відсаджувальна машина МОД-2 має дві камери, а машини МОД-1, МОД-3 і МОД-6 — відповідно одну, три і шість камер. Коливання водного середовища створюються рухом (вгору-вниз) конусів 5 від ексцентрикового привода 4. Один привод обслуговує два конуси. В нижній частині кожний конус має пристрій для періодичного або безперервного розвантаження важких продуктів, а в верхній — ґумову кільцеву діафрагму 3, яка герметично з'єднує його з основою конічної камери. Важкі продукти проходять крізь штучну постіль під решето 2, потрапляють в пірамідальні камери, звідки випускаються з машини через конусні крани або насадки. Легкий продукт видаляється самопливом через зливний поріг 7 .

## Технічні характеристики

Технічні характеристики діафрагмових відсаджувальних машин